# Sutton Courtenay
Sutton Courtenay is een civil parish in het bestuurlijke gebied Vale of White Horse, in het Engelse graafschap Oxfordshire met 2421 inwoners.

## Bekende inwoners van Sutton Courtenay

### Geboren
- Mathilde van Engeland (1102-1167), keizerin van het Heilige Roomse Rijk

### Begraven
Op de All Saints Churchyard te Sutton Courtenay zijn onder andere begraven:
- Herbert Henry Asquith (1852-1928), politicus en eerste minister
- George Orwell, (1903-1950), schrijver
- Franta Belsky (1921-2000), Tsjechisch-Brits beeldhouwer.

## Galerij

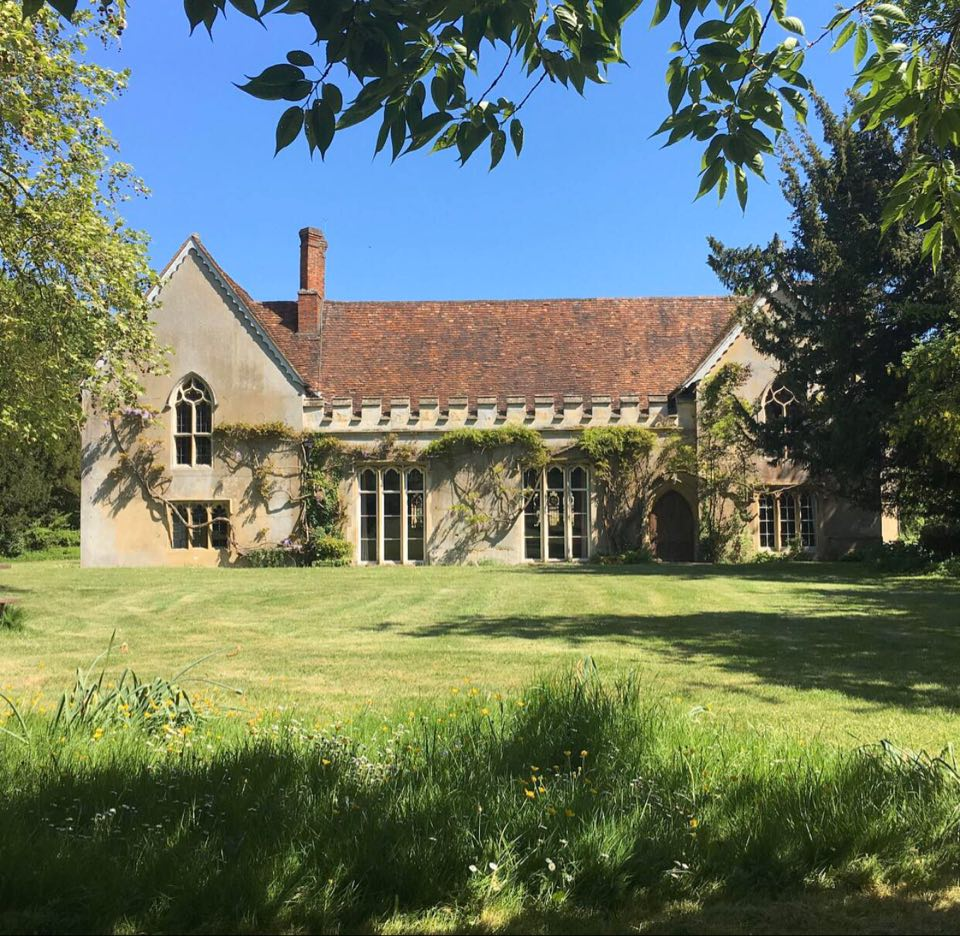
The Abbey, Sutton Courtenay
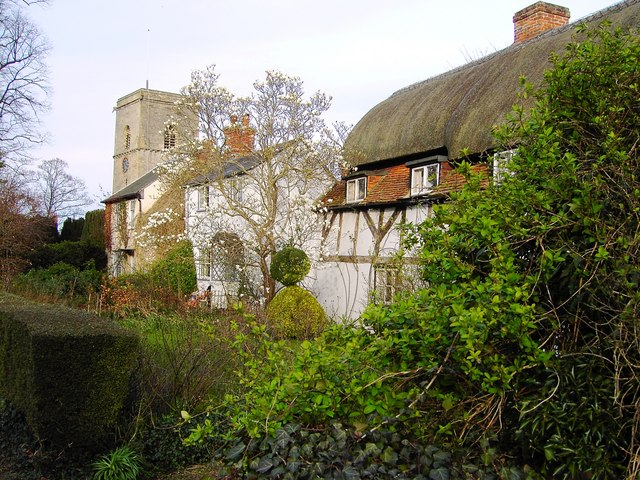
Sutton Courtenay
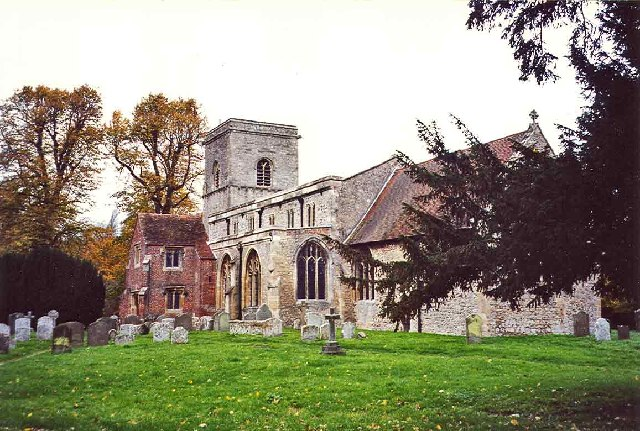
All Saint’s Church
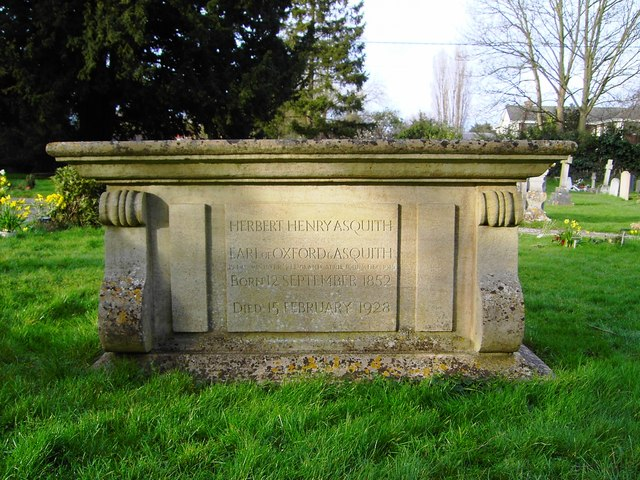
Graf van Asquith